# Флювіогляціальні процеси
Флювіогляціальні процеси (рос. флювиогляциальные процессы, англ. fluvioglacial processes, нім. fluvioglaziale Vorgänge m pl) — процеси, які протікають під дією талих льодовикових вод на ділянках суходолу, які безпосередньо примикають до краю льодовиків або всередині самих льодовиків.
До флювіогляціальних процесів належать: розмив, сортування і перенос морени, акумуляція моренного матеріалу, формування конусів виносу підльодовикових потоків, первинних долин стоку льодовикових вод, маргінальних каналів, оз, кам, зандрових рівнин та ін. форм рельєфу.